# カヤちゃんはコワくない
『カヤちゃんはコワくない』は、百合太郎による日本の漫画。ウェブコミック配信サイト「くらげバンチ」（新潮社）にて、2022年4月1日から連載中。幼稚園を舞台に、最強の霊能者である少女・カヤちゃんが霊をなぎ倒すホラーアクション。テレビアニメ化が決定している。

## 登場人物
声の項はテレビアニメ版の声優。
佐藤 神八（さとう カヤ） / カヤちゃん
声 - 橘杏咲
本作の主人公。幼稚園の年中組に通う少女であり、最強の霊能者。幼稚園内で悪さをする怪異を日々退治するが、怪異をみえない人間から理解されず、園で有名な問題児とされている。
蓮見 千枝（はすみ ちえ） / チエ先生
声 - 内田真礼
カヤちゃんの通う幼稚園の先生。園の問題児であるカヤちゃんの担当を任される。ほんの少しだけ霊感がある。そのためカヤちゃんの不思議なワガママが、実は怪異の危険から皆を守っているのだと知る。
百武 治（もぶ おさむ） / モブさん
作家兼霊能力者。いわゆる”モブおじさん”の見た目をしている。千葉県出身。カヤは覚えていなかったが過去にカヤにピンチから救ってもらったことがあり、お礼として日々カヤのことを陰から見守っている。Twisterのアカウントは「mobo_ccult」。弁護士の妻がいる。
蛭子守 ナム（えびすもり ナム）
モブさんが師匠と慕う青年。強い霊能力を持つ。カヤの遠い親戚で、自分を追い出した戎守家に恨みを抱く。
佐藤 静夫（さとう しずお）
カヤの父。カヤの送り迎えを主に行なっており、にこやかで優しいお父さん。
佐藤 未来（さとう ミライ）
カヤの母。現在第二児を妊娠中。胎内の子供に秘密があり、その真意は不明。
戎杜 ナナ（えびすもり ナナ）
カヤの伯母で、ミライの姉。戎杜家の秘密を知る人物であり、呪符や助言によってカヤを危険から守る。
戎杜 睦（えびすもり むつ）
カヤの祖母。千里眼のムツという二つ名を持つ日本屈指の霊媒師。現在は老人ホームにて預けられているが意識と霊能力は衰えていない。

## 書誌情報
- 百合太郎『カヤちゃんはコワくない』新潮社〈バンチコミックス〉、既刊7巻（2025年6月9日現在）
  1. 2022年8月8日発売[4][5]、ISBN 978-4-10-772520-2
  2. 2022年12月8日発売[6]、ISBN 978-4-10-772549-3
  3. 2023年5月9日発売[7]、ISBN 978-4-10-772596-7
  4. 2023年10月6日発売[8]、ISBN 978-4-10-772655-1
  5. 2024年4月9日発売[9]、ISBN 978-4-10-772702-2
  6. 2024年11月9日発売[10]、ISBN 978-4-10-772763-3
  7. 2025年6月9日発売[11]、ISBN 978-4-10-772842-5

## テレビアニメ
2024年11月にテレビアニメ化が発表された。

### スタッフ
- 原作 - 百合太郎[2]
- 監督 - 博史池畠[3]
- シリーズ構成 - 村越繁[3]
- キャラクターデザイン - 山田太郎、森口弘之[3]
- 音響監督 - 長崎行男[3]
- 音楽 - KOHTA YAMAMOTO、成田旬[3]
- 制作 - イーストフィッシュスタジオ[3]